# 하나카와촌 (홋카이도)
하나카와촌(일본어: 花川村)은 일본 홋카이도 이시카리군에 설치되었던 촌이다. 현재의 이시카리시, 오타루시에 해당한다.